# سميث إنيسمور ليكفيلد (أونتاريو)
سميث إنيسمور ليكفيلد، أونتاريو (بالإنجليزية: Smith-Ennismore-Lakefield)‏ هي مدينة كندية تقع في مقاطعة أونتاريو. تبلغ مساحة هذه المدينة 318.7667 (كم²)، ويبلغ عدد سكانها 17413 نسمة حسب إحصاء سنة 2006 م، بينما كان يسكنها 16414 نسمة في سنة 2001 م. تحتل هذه المدينة المرتبة رقم 220 بين مدن كندا حسب عدد السكان والمرتبة رقم 86 في المقاطعة. نما عدد السكان في هذه المدينة بنسبة (6.1) بين العامين المذكورين.

## وصلات خارجية
- الأطلس الحكومي لكندا
- إحصاءات كندا مع ساعة تعداد السكان